# Natação nos Jogos Paralímpicos de Verão de 2012 - 150 m medley masculino
As competições de 150 metros medley masculino da natação nos Jogos Paralímpicos de Verão de 2012 foram disputadas no dia 2 de setembro no Centro Aquático de Londres, na capital britânica. Participaram desse evento atletas de 2 classes diferentes de deficiência.

## Medalhistas

### Classe SM3
| Ouro   | CHN Du Jianping        |
| Prata  | UKR Dmytro Vynohradets |
| Bronze | CHN Li Hanhua          |

### Classe SM4
| Ouro   | NZL Cameron Leslie           |
| Prata  | MEX Gustavo Sánchez Martínez |
| Bronze | JPN Takayuki Suzuki          |

## SM3

### Eliminatórias

#### Eliminatória 1
| Pos. | Raia | Atleta                   | Tempo   | Notas |
| ---- | ---- | ------------------------ | ------- | ----- |
| 1    | 4    | UKR Dmytro Vynohradets   | 3:01.99 | Q     |
| 2    | 3    | SWE Christoffer Lindhe   | 3:05.86 | Q     |
| 3    | 6    | CHN Li Hanhua            | 3:16.94 | Q     |
| 4    | 5    | RUS Andrey Meshcheryakov | 3:21.78 | Q     |
| 5    | 2    | FRA Frédéric Bussi       | 3:28.17 |       |
| 6    | 7    | USA Michael Demarco      | 3:40.66 |       |
| 7    | 1    | GRE Ioannis Kostakis     | 3:44.18 |       |

#### Eliminatória 2
| Pos. | Raia | Atleta                       | Tempo   | Notas |
| ---- | ---- | ---------------------------- | ------- | ----- |
| 1    | 4    | CHN Du Jianping              | 3:03.69 | Q     |
| 2    | 3    | THA Somchai Doungkaew        | 3:08.10 | Q     |
| 3    | 7    | KOR Min Byeong-Eon           | 3:10.18 | Q     |
| 4    | 5    | AUS Grant Patterson          | 3:10.73 | Q     |
| 5    | 1    | SWE Mikael Fredriksson       | 3:27.11 |       |
| 6    | 6    | ESP Javier Hernández Aguirán | 3:30.84 |       |
| —    | 2    | MEX Arnulfo Castorena        | DNS     |       |
| —    | 8    | MEX Cristopher Tronco        | DNS     |       |

### Final
| Pos.   | Raia | Atleta                   | Tempo   | Notas              |
| ------ | ---- | ------------------------ | ------- | ------------------ |
| Ouro   | 5    | CHN Du Jianping          | 2:43.72 | Recorde mundial    |
| Prata  | 4    | UKR Dmytro Vynohradets   | 2:44.85 | Recorde europeu    |
| Bronze | 1    | CHN Li Hanhua            | 3:01.16 |                    |
| 4      | 3    | SWE Christoffer Lindhe   | 3:04.12 |                    |
| 5      | 6    | THA Somchai Doungkaew    | 3:07.62 |                    |
| 6      | 7    | AUS Grant Patterson      | 3:08.66 | Recorde da Oceania |
| 7      | 2    | KOR Min Byeong-Eon       | 3:09.96 |                    |
| 8      | 8    | RUS Andrey Meshcheryakov | 3:13.40 |                    |

## SM4

### Eliminatórias

#### Eliminatória 1
| Pos. | Raia | Atleta                  | Tempo   | Notas |
| ---- | ---- | ----------------------- | ------- | ----- |
| 1    | 4    | CZE Jan Povýšil         | 2:43.33 | Q     |
| 2    | 5    | ESP Xavier Torres       | 2:48.72 | Q     |
| 3    | 2    | RUS Aleksei Lyzhikhin   | 2:51.85 | Q     |
| 4    | 7    | AUS Ahmed Kelly         | 3:08.32 |       |
| —    | 3    | NED Michael Schoenmaker | DSQ     |       |

#### Eliminatória 2
| Pos. | Raia | Atleta                       | Tempo   | Notas |
| ---- | ---- | ---------------------------- | ------- | ----- |
| 1    | 4    | NZL Cameron Leslie           | 2:32.96 | Q     |
| 2    | 3    | MEX Gustavo Sánchez Martínez | 2:37.48 | Q     |
| 3    | 5    | JPN Takayuki Suzuki          | 2:41.12 | Q     |
| 4    | 2    | DEN Jonas Larsen             | 2:47.11 | Q     |
| 5    | 6    | ESP Miguel Luque             | 2:49.31 | Q     |
| 6    | 7    | ITA Nicolo Bensi             | 3:04.41 |       |

### Final
| Pos.   | Raia | Atleta                       | Tempo   | Notas            |
| ------ | ---- | ---------------------------- | ------- | ---------------- |
| Ouro   | 4    | NZL Cameron Leslie           | 2:25.98 | Recorde mundial  |
| Prata  | 5    | MEX Gustavo Sánchez Martínez | 2:39.55 |                  |
| Bronze | 3    | JPN Takayuki Suzuki          | 2:40.24 | Recorde asiático |
| 4      | 6    | CZE Jan Povýšil              | 2:42.01 |                  |
| 5      | 7    | ESP Xavier Torres            | 2:42.21 |                  |
| 6      | 2    | DEN Jonas Larsen             | 2:46.15 |                  |
| 7      | 1    | ESP Miguel Luque             | 2:48.53 |                  |
| 8      | 8    | RUS Aleksei Lyzhikhin        | 2:50.31 |                  |

Legenda
| Recorde mundial      | Recorde mundial (World record)               |                       | Recorde africano                      | Recorde africano (African) |                                           | Q | Classificado por posição (Qualified) |
| Recorde paralímpico  | Recorde paralímpico (Paralympic record)      | Recorde da América    | Recorde da América (Americas)         | q                          | Classificado por melhor tempo (Qualified) |   |                                      |
| Melhor marca do ano  | Melhor marca do ano (World leading)          | Recorde asiático      | Recorde asiático (Asian)              | DNS                        | Não largou (Did not start)                |   |                                      |
| Recorde nacional     | Recorde nacional (National record)           | Recorde europeu       | Recorde europeu (European)            | DNF                        | Não terminou (Did not finish)             |   |                                      |
| Recorde pessoal      | Recorde pessoal do atleta (Personal best)    | Recorde da Oceania    | Recorde da Oceania (Oceania)          | DSQ / DQ                   | Desclassificado (Disqualified)            |   |                                      |
| Recorde da temporada | Recorde da temporada do atleta (Season best) | Recorde sul-americano | Recorde sul-americano (South America) | NM                         | Sem marca (No mark)                       |   |                                      |